# Urchin (groupe)
Pour les articles homonymes, voir Urchin.
Urchin est un groupe formé en 1977 par le futur guitariste de Iron Maiden Adrian Smith.

## Discographie

### Black Leather Fantasy '77
- Black Leather Fantasy
- Rock N Roll Woman

### She's a roller '77
- She's a roller
- Long Time No Women

## Membres du groupe
derniers membres actifs :
- Adrian Smith - guitare, voix (1974 - 1980)
- Andy Barnett - guitare (1977 - 1980)
- Dave Murray - guitare (1977 - 1980)
- Alan Levitt - guitare basse (1974 - 1980)
- Barry Tyler - batterie (1974 - 1980)

Anciens membres :
- David Hall - voix (1974-1977)
- Maurice Coyne - guitare (1974-1977)